# Margaret Wright
Margaret Wright (New York, 11 gennaio 1917 – Los Angeles, 20 agosto 1999) è stata un'attrice e doppiatrice statunitense.

## Carriera
Ha lavorato come doppiatrice nel 1941, dando la voce nel film di Walt Disney, Dumbo.
Nel 1977 ha invece esordito come attrice nel film TV I'll Be Home for Christmas.

## Filmografia parziale

### Attrice
- I'll Be Home for Christmas (1977) - Film TV

### Doppiatrice
- Dumbo (1941)